# 王永明 (中将)
王永明（1930年—1994年），山东牟平人，中国人民解放军将领、中国人民解放军中将。 1993年，授予中国人民解放军中将，曾任南京军区副政治委员。儿子为中国人民武装警察部队司令员王春宁上将。